# Eccidio di Testico
L'eccidio di Testico fu un crimine contro l'umanità avvenuto il 15 aprile 1945 nel territorio comunale di Testico, in provincia di Savona. Responsabili furono soldati tedeschi della Wehrmacht che provocarono il decesso di 29 civili tra la popolazione.

## L'eccidio del 15 aprile 1945
Durante il periodo dell'invasione tedesca, la collettività si mostrò molto mite, senza che nessuno mostrasse idee politiche e senza che ci fossero partigiani conosciuti appartenenti alla comunità: nel territorio testicese non risultano soldati tedeschi catturati né uccisi.
Nella giornata di domenica 15 aprile 1945, di mattina presto una pattuglia di tedeschi - guidata dal Maresciallo, soprannominato "Maryling" - partì dalla vicina Cesio; erano le 6 di mattina quando altre due colonne si misero in movimento da Vellego e da Cesio. Alle 7 la frazione di Ginestro era circondata ed avvenne un rastrellamento casa per casa: una ventina di residenti vennero raccolti e trasportati al capoluogo di Testico; i civili arrestati, vennero legati con corde da basto prese dai soldati nelle stalle. Costantino Vairo, una giovane di 14 anni che stava pascolando gli animali, vide da distante la colonna, e si mise a correre verso il paese, ma non riuscì ad arrivare in tempo e nemmeno venne ascoltato dai pochi che incontrò: venne catturato. Durante il tragitto i tedeschi uccisero Bruno Angelo che era sul ciglio della strada con una scarica di mitra, mentre i mezzi erano in movimento; questa morte - senza motivo - è giustificabile con la probabile paura che egli potesse avvertire gli altri o potesse fuggire.
Mentre si stava celebrando la messa domenicale, la chiesa parrocchiale di Testico venne circondata, i due chierichetti riuscirono ad essere messi in salvo dal prete tra il tetto e la falsa volta in canniccio. Gli abitanti, uniti a quelli già arrestati a Ginestro, vennero raggruppati su un muro esterno alla chiesa, sotto la sorveglianza di un militare armato di mitra. Gli altri erano in giro per il paese proseguendo il rastrellamento casa per casa. Alcuni abitanti riuscirono a nascondersi, altri a fuggire ed avvertire i partigiani nascosti sui monti attorno alla località. Alle 9:00 di mattina alcuni spari vennero esplosi contro soldati tedeschi. Il soldato della Wehrmacht che col suo mitra sorvegliava gli abitanti fuori dalla chiesa fu costretto a ripararsi all'interno del vicino oratorio di Sant'Antonio Eremita e l'occasione fu opportuna per il giovane Costantino Vairo che riuscì a scappare, assieme ad altri due, e a cui i militari provarono a sparare ma senza successo. I partigiani provarono a liberare i prigionieri, ma i tedeschi usarono i civili come scudi umani.
Nell'osteria del paese arrestarono tre uomini più il titolare. Un militare chiese da mangiare e da bere all'oste che, una volta serviti, ne approfittò per scappare dalla finestra aperta dileguandosi in una vigna: il militare concentrato sul panino non reagì. In questa occasione avvenne un fatto particolare, degno di nota: lo stesso soldato uscendo dall'osteria incontrò un uomo che si era nascosto nella cantina sottostante all'osteria. All'uomo che non si mosse atterrito dalla paura, il soldato disse: "Via, via presto. Questa sera kaput!", frase che annunciò ciò che successe in seguito. Alla popolazione riunita nella piazza della chiesa, vennero aggiunti gli abitanti della frazione di Poggio Bottaro. Si misero in marcia e passarono vicino alla frazione di Zerbini, dove vennero rastrellate altre persone. Tornarono davanti alla chiesa della frazione di Ginestro, dove tra i militari tedeschi scoppiò un alterco.
La colonna di militari e prigionieri procedette verso Cesio, fermandosi al poggio di "Costa Binella", dove i prigionieri vennero fatti sedere. Tre giovani vengono liberati e fatti allontanare, mentre quattro donne e altre quattro ragazze furono mandate al carcere di Imperia per essere successivamente sottoposte ad interrogatorio. Vennero legati i polsi formando delle coppie, schiena contro schiena, uomini con uomini, donne con donne. Gli uomini messi sulla destra vennero fucilati da una distanza ravvicinata, mentre le donne vennero prima violentate, seviziate ed infine uccise con la baionetta, che venne brandita anche per finire i pochi superstiti alla fucilazione. I tedeschi tornarono per la strada di Cesio andandosene di fretta.
I civili nascosti lasciarono passare diverse ore prima di uscire, ed andare a cercare i propri compaesani. Di fronte al tragico eccidio, con dei carri trainati da buoi, portarono i corpi esanimi nell'oratorio; qui vennero distesi sulla paglia e coperti. Furono istanti di particolare terrore e dolore, i cadaveri erano irriconoscibili, con i volti ed i corpi tumefatti. Alcuni riuscirono a riconoscere i familiari solo dagli indumenti.
Venne scavata una fossa, dove trovarono momentaneo riposo alcuni corpi. Vennero trucidate 29 persone in tutto: 25 di Testico e delle sue frazioni, 3 di Torria (frazione di Chiusanico) e 1 d'Alassio: Oliveri Pietro Giovanni Battista. Bisogna altresì considerare che il paese contava all'epoca meno di 300 abitanti. Di questa tragedia nessun colpevole mai pagò, i tribunali non riuscirono a risalire ai responsabili del crimine.

### Le motivazioni
Non si conosce una verità storica riguardo alle motivazioni che portarono i tedeschi a compiere l'eccidio. Ma i testimoni parlano di una guida, una spia che era stata prima con i partigiani, e questa persona fa riferimento a due figuri. Uno potrebbe essere austriaco, "Carlo", fuggito ai partigiani dopo essere stato con loro per qualche tempo come infermiere, per questo soprannominato "U Mêgu", che in dialetto ligure vuol dire medico, ma che è stata la spia e la guida dei militari tedeschi. Secondo altri era un soldato tedesco, conosciuto a Testico col nome di "Franz", che era stato coi partigiani dopo aver finto la diserzione dai tedeschi. Venne accolto tra le file dei partigiani sotto la guida di Massimo Gismondi, detto "U Mancén". Il comportamento dei soldati tedeschi, fu presumibilmente una feroce e sproporzionata reazione allo sparo, diretto contro il plotone invasore in marcia, proveniente dai monti soprastanti, già narrato sopra, in un frangente in cui essi sentivano già la frustrazione per la disfatta imminente.
Secondo ricostruzioni, i partigiani trovarono rifugio nel paese, ed assieme ad alcuni abitanti avviarono la costruzione di un bunker che sarebbe servito come postazione radiotrasmittente e rifugio militare per gli alleati comandati dal capitano Bentley.

### Il ricordo
Venne eretto un monumento a imperituro ricordo, ed ogni anno, in occasione delle strage viene celebrata una messa. Il Consiglio Comunale di Testico, l'11 giugno 2003, rivolse al Presidente della Repubblica Italiana Carlo Azeglio Ciampi la richiesta di riconoscimento della medaglia d'argento al Merito Civile per il gonfalone di Testico, perché le generazioni che verranno non dimentichino. Domenica 17 aprile 2005, in occasione del sessantesimo anniversario dell'eccidio, venne conferita la medaglia al valore al gonfalone comunale da parte del Prefetto Nicoletta Frediano. La motivazione è stata la seguente:

## Le vittime
Come dal monumento a ricordo dell'eccidio, l'elenco delle vittime è il seguente:
1. Aicardi Elena, fu Eutimio, di anni 48
2. Ascheri Giuseppe, fu Giovanni, di anni 51
3. Bruno Angelo, fu Giovanni, di anni 72
4. Bruno Giovanni, di Valente, di anni 38
5. Danio Giovanni, di Costantino, di anni 44
6. Ferrari Giovanni, Fu Carlo, di anni 40
7. Ferrua Giacinto, di Giovanni, di anni 36
8. Gaibizio Bernardo, fu Venanzio, di anni 74
9. Merello Pietro, di Benedetto, di anni 42
10. Moreno Angelo, fu Vittorio, di anni 42
11. Pace Francesco, fu Pietro, di anni 57
12. Regesta G. Batta, Fu Nicola, di anni 58
13. Tirteo Anacleto, fu Lino, di anni 46
14. Vairo Americe, fu Luigi, di anni 60
15. Vairo Marcello, fu Marcello, di anni 36
16. Zerbone Filiberto, fu G.B., di anni 53
17. Zerbone Francesco, di Vincenzo, di anni 33
18. Zerbone Lindo, di Carmelo, di anni 35
19. Zerbone Mario, fu Luigi, di anni 45
20. Zerbone Teresa, di Giovanni, di anni 31